# Hedvig lengyel királynő
Anjou Hedvig (lengyelül: Jadwiga Andegaweńska, litvánul: Jadvyga de Anjou; Buda, 1374. február 18. – Krakkó, 1399. július 17.) a Capeting–Anjou-házból származó magyar királyi hercegnő, I. Lajos magyar király és Kotromanić Erzsébet magyar királyné legifjabb leánya, apja 1382-es halála után Lengyelország királynője. A római katolikus egyház 1997-ben szentté avatta, azóta Szent Hedvig néven is ismeretes. Hitvesétől, Jagelló litván nagyfejedelemtől (a későbbi lengyel királytól) született egyetlen gyermeke Erzsébet Bonifácia királyi hercegnő szülése után hunyt el gyermekágyi lázban. Halálával halt ki az Anjou-ház magyar királyi ága.

## Élete
Nagy Lajos magyar királynak három lánya született Kotromanić Erzsébettől: Katalin, Mária és Hedvig. Apja halála után a magyar trónt Mária örökölte. A kassai privilégiumnak megfelelően a lengyel trón is rá, illetve leendő férjére Zsigmond magyar királyra szállt volna, mert Lajos a két országot egyben kívánta örökíteni. A lengyelek azonban megkövetelték, hogy a királynő Krakkóban lakjon. Ennek a feltételnek Mária magyar királynőként nem tudott megfelelni, így anyja, Kotromanić Erzsébet közbenjárása nyomán Hedvig örökölte a lengyel trónt. Hedviget 1384-ben koronázták meg.
Az oklevelek királyként (rex) említik, mert a kor hivatalos latin nyelve nem tett különbséget királynő és királyné közt, és nem lett volna egyértelmű, hogy uralkodóról van szó. Az általa kiadott okiratokban azonban a királynő (regina) titulus szerepel.
Hedviget eredetileg Habsburg Vilmos osztrák herceggel jegyezték el még négyévesen. A lengyelek azonban elűzték Habsburg Vilmost, akit nem fogadtak el királyuknak.
Lengyelországot ezidőben egyszerre fenyegette a 13. században Pomerániába települt Német Lovagrend és a pogány Litván Nagyfejedelemség. Ezért házassági ajánlattal keresték meg Jogaila (Jagelló) litván nagyfejedelmet, akinek a dinasztiaalapítás lehetőségét is felkínálták — mindezt azzal a feltétellel, hogy népével együtt áttér a keresztény vallásra. Hedvig ebben Isten akaratát látta, és beleegyezett az új házasságba. Az 1385-ben megkötött krevai unió kártérítést ítélt meg Vilmosnak a házasság felbontásáért, és IX. Bonifác pápa vállalta, hogy ő legyen jogilag a keresztapja. A nagyfejedelem a keresztségben az Ulászló (Władysław, latinul Ladislaus) nevet kapta. Jagelló 1386-tól Hedvig haláláig társuralkodó volt iure uxoris, azaz a felesége jogán.
Hedvig lett a litvánok keresztény vallásra térítésének igazi pártfogója, aki az üdvöt és a kegyelmet hangsúlyozta férjének meglehetősen világias, erőszakos módszereivel szemben. Ő szorgalmazta, hogy a még zavargó, áttérni nem akarók jószágait ne vegyék el. Ha vissza adtuk is javaikat, ki fogja visszaadni elsírt könnyeiket?. Szorgalmazta a meggyőzés elvét a kereszteléseknél, illetve a litván papság kiművelését. Prágában 1397-ben kollégiumot alapított litván teológusok számára is. Krakkóban noviciátust alapított, ahol elérte a teológiai fakultás megindítását is a pápától. Biecz városában kórházat építtetett.
Hedvig és Jagelló eltérő habitusuk dacára kiválóan együttműködve fejlesztették országukat. Közösen alapították a vilniusi püspökséget. Újraalapították a nagy anyagi nehézségekkel küzdő Krakkói Akadémiát (studium generale, ma Jagelló Egyetem); Hedvig ehhez saját ékszereit adta oda az egyetemnek.
Mindössze 25 évesen, gyermekágyi lázban halt meg leánya, Erzsébet Bonifácia születése után négy nappal. A római katolikus egyház szerint a szentség hírében halt meg. Közeli szentté avatását a lengyelek annyira biztosra vették, hogy a krakkói Waweli székesegyház oltára alá temették, nem a kriptába, ahová a királyi főket is szokták. Bár a kanonizáció, illetve az elevatio (felemelés) még sokáig váratott magára, töretlen volt – ahogy a lengyelek hívják – Jadwiga tisztelete, és mindenhol szentek társaságában, szentként ábrázolták. Szentté azonban csak az első lengyel pápa, II. János Pál avatta 1997. június 8-án —, aki korábban bíborosként a boldoggá avatásán szorgoskodott. 
Szent Hedvig 2006 óta a Dunakanyar védőszentje. Ünnepe: július 18. 2013. október 30-án a budai vár falánál szobrot avattak tiszteletére (alkotója Daliutė Ona Matulaitė litván szobrásznő).

## Filmművészet
- „Anjou Hedvig”, Rendező: Krzysztof Zanussi, magyar–lengyel–osztrák koprodukcióban készült játékfilm
- Koronás sas lengyel tévéfilmsorozat, 2018

## Gyermeke
Férjétől, Jagelló (1351 körül–1434) litván nagyhercegtől, II. Ulászló néven lengyel királytól, 1 leány:
- Erzsébet Bonifácia (Krakkó, 1399. június 22. – Krakkó, 1399. július 13.) lengyel királyi hercegnő, litván nagyhercegnő

## Galéria

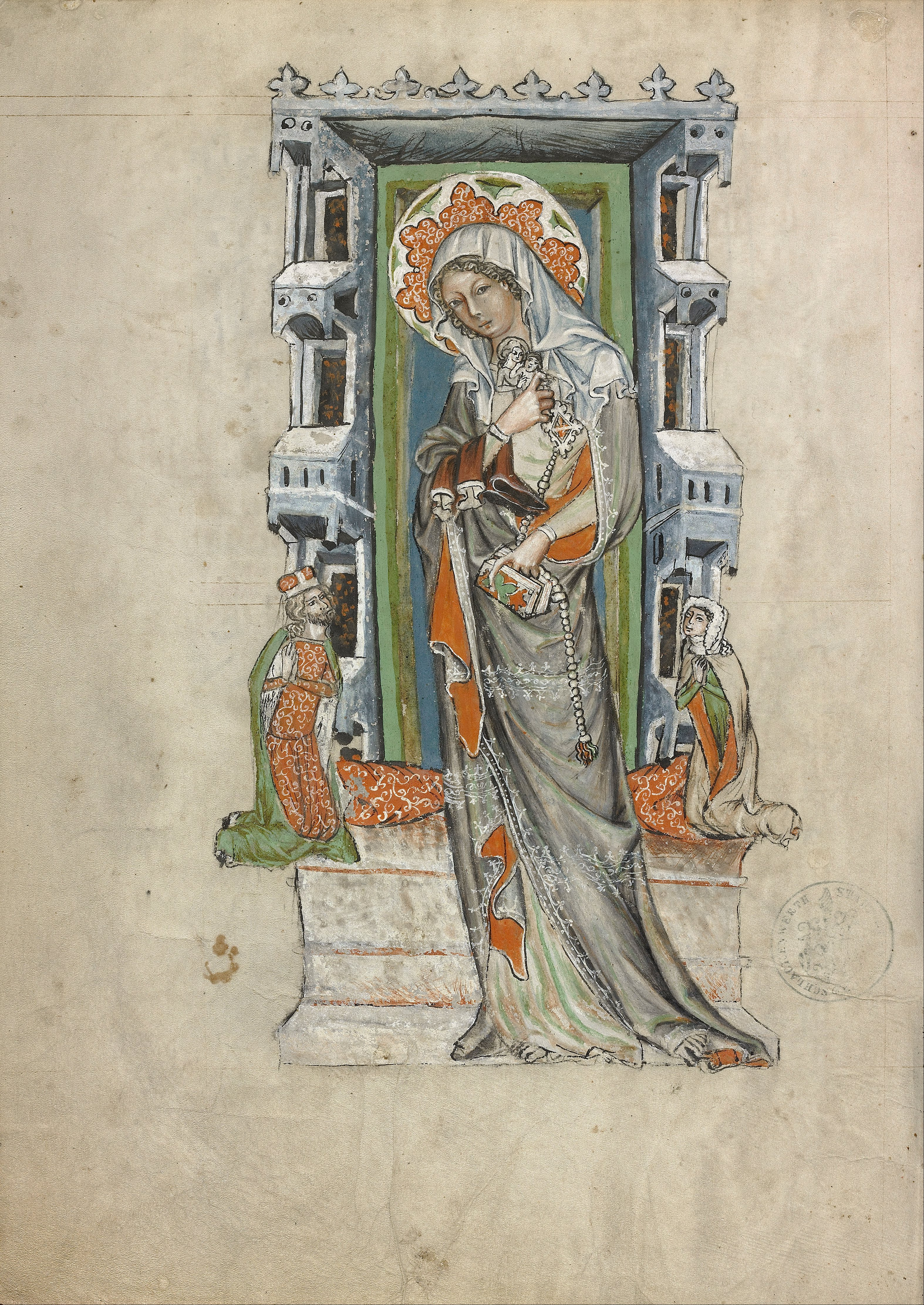
Szent Hedvig
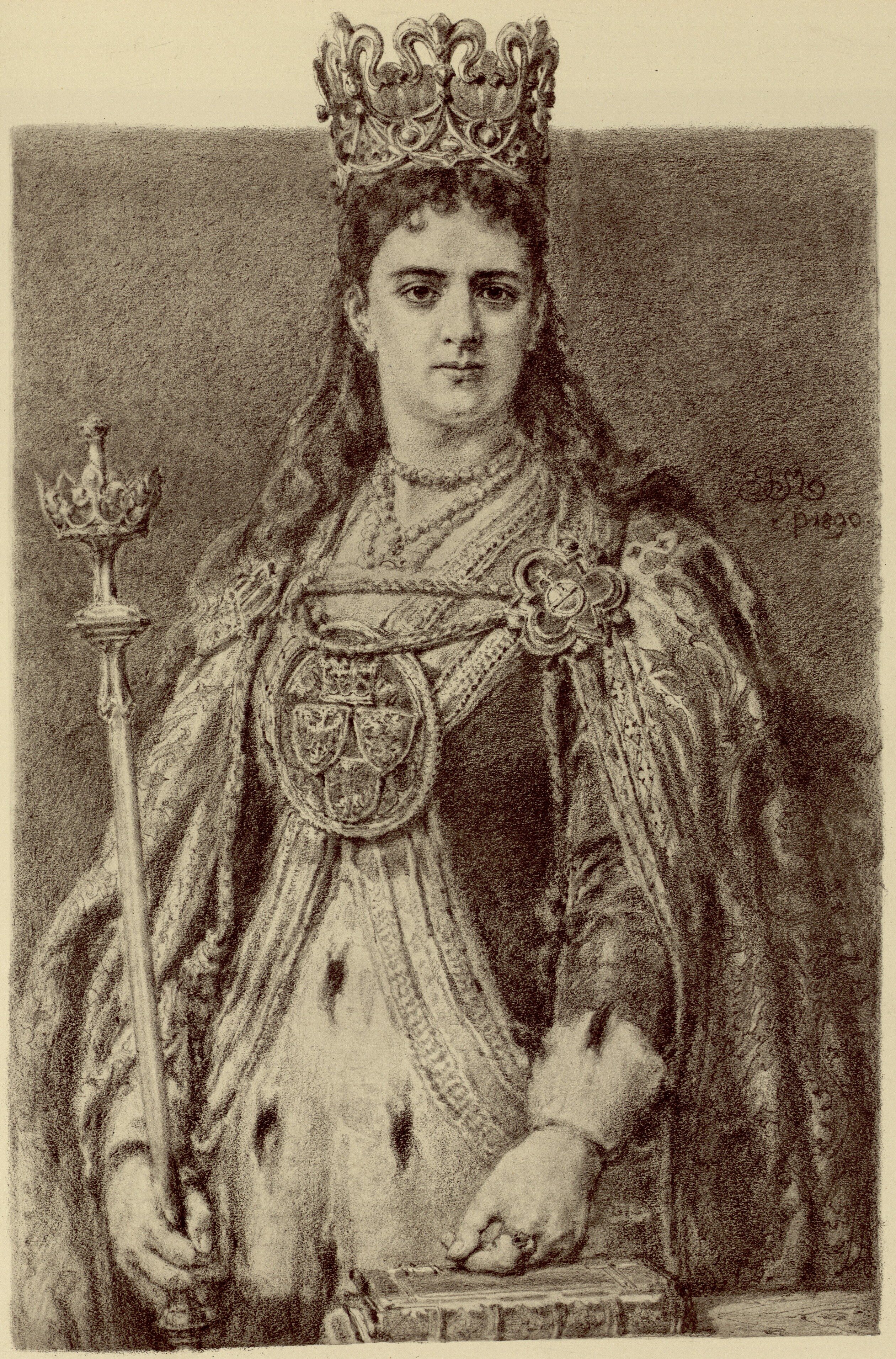
Hedvig királynő Jan Matejko lengyel festő lengyel királyokat megörökítő sorozatában (1890–1892)
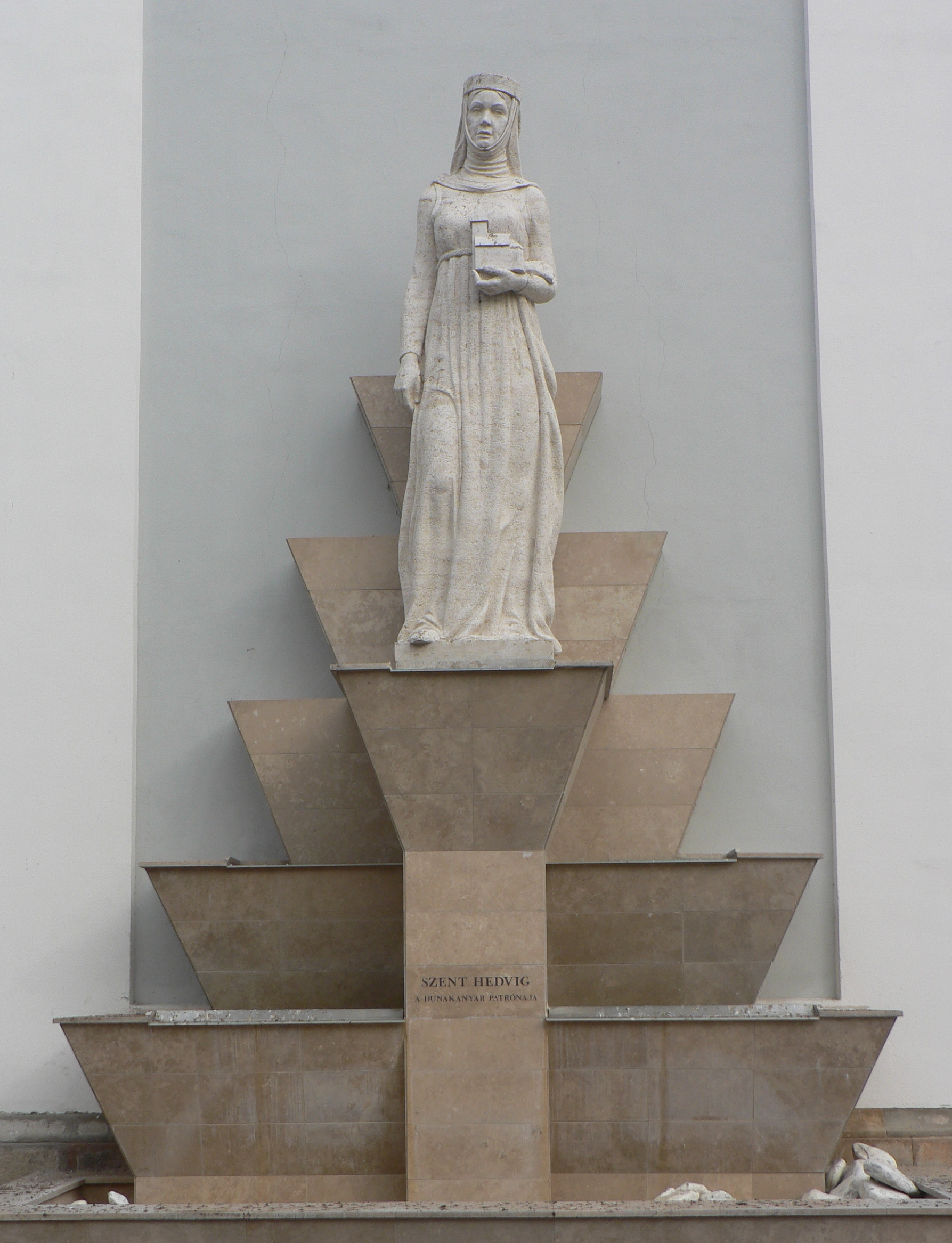
Szent Hedvig szobra Vácott
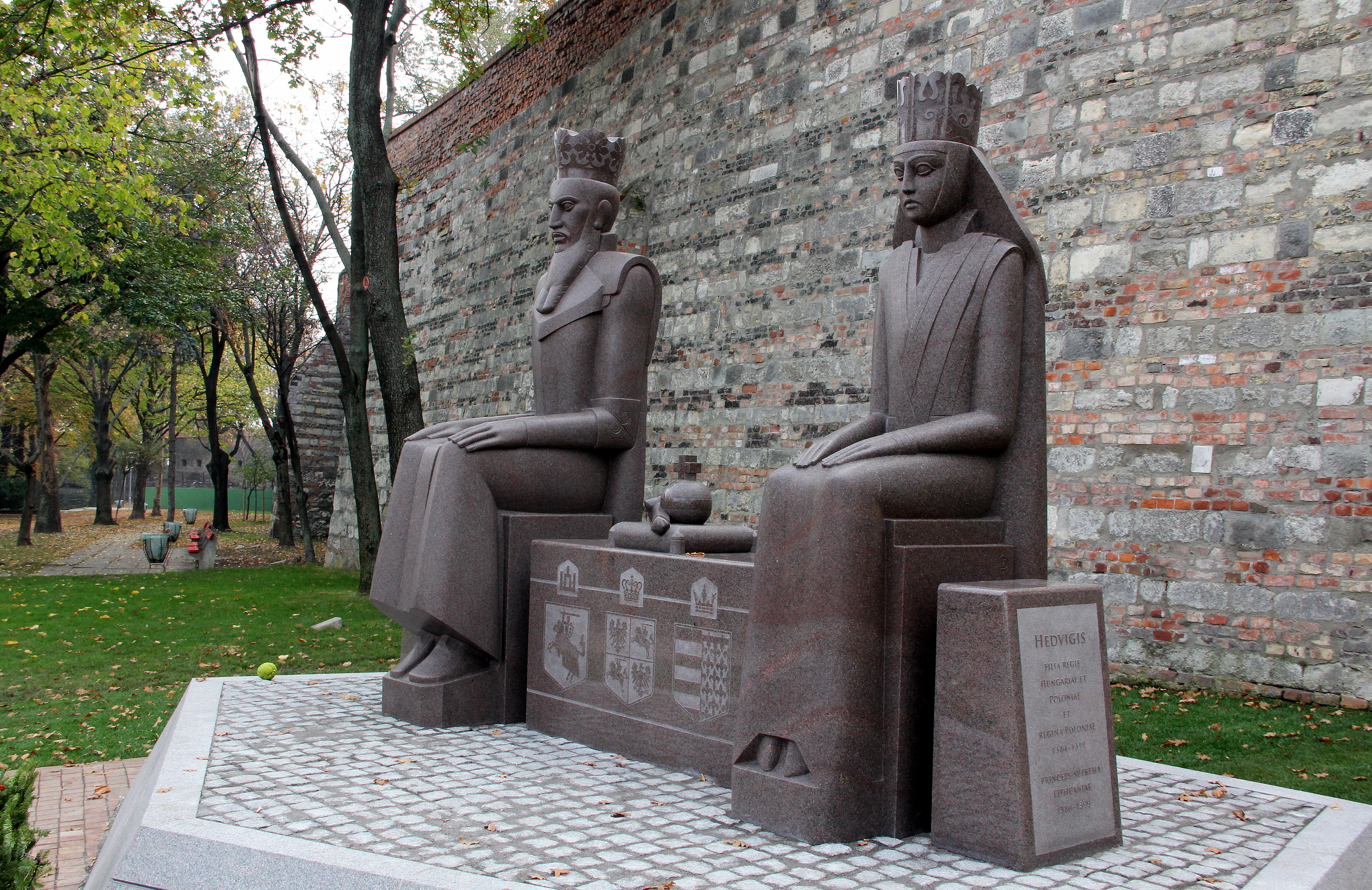
Szent Hedvig és II. Ulászló szobra Budán, a Bécsi kapu mellett (felavatva 2013. 10. 30.)
Hedvig címere
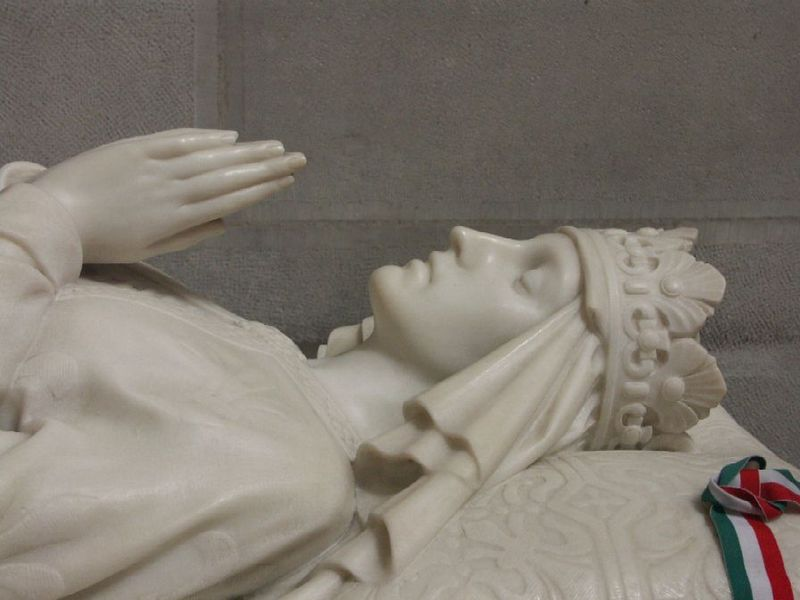
Hedvig királynő síremléke